# Criquetot-sur-Ouville
Criquetot-sur-Ouville é uma comuna francesa na região administrativa da Normandia, no departamento de Sena Marítimo. Estende-se por uma área de 5,86 km². Em 2010 a comuna tinha 827 habitantes (densidade: 141,1 hab./km²).